# 札幌市中央体育館
札幌市中央体育館（さっぽろしちゅうおうたいいくかん）は、札幌市中央区にある体育館。北海道ガスがネーミングライツ（命名権）を取得しており、愛称は「北ガスアリーナ札幌46」（きたガスアリーナさっぽろヨンロク、英語: KITAGAS ARENA SAPPORO）となっている。

## 概要
1946年（昭和21年）10月に大日本武徳会北海道支部の体育館を札幌市が買収し市民体育館として開放しこれを前身として、その後1966年（昭和41年）に札幌市内初の近代的な総合体育館「札幌市立体育館」として開館した。観客席を有する競技室や武道の専用室などがあり、長らく市民のスポーツ活動の拠点として利用されているが、老朽化が進んでいたため北海道ガスの旧札幌工場跡地を再開発する「北4東6周辺地区市街地再開発組合」の一環として移転新築することになった。地域エネルギー供給として北海道ガスがエネルギーセンターを設置し、再開発地区内に電力・熱を供給している。
B.LEAGUEに所属するレバンガ北海道、F.LEAGUEに所属するエスポラーダ北海道、V.LEAGUEに所属する北海道イエロースターズなどがホームゲームに使用している。

## 沿革
- 1897年（明治30年）：日本体育会北海道支会設立、北1条東2丁目に武道振興を目的に揚武館を設置[12][13]。
- 1899年（明治32年）：日本体育会揚武館に隣接して演舞場を設置[13]、柔道・剣道用に使用[12]。
- 1920年（大正9年）：札幌区に移管し札幌区立体育所に改称[13]。
- 1922年（大正11年）：市制施行に伴い札幌市立体育所に改称[13]。
- 1924年（大正13年）：札幌水力電気からの寄付金を財源に改築工事着工[13]。
- 1925年（大正14年）：2代目体育所竣工[13]。
- 1942年（昭和17年）：札幌市民武道場に改称[13]。
- 1946年（昭和21年）：札幌市立体育館に改称、進駐軍に接収[13]。
- 1952年（昭和27年）：接収解除[13]。
- 1960年（昭和35年）：札幌市10ヵ年計画計画にて総合体育館の設置を策定[14]。
- 1965年（昭和40年）：改築着工[14]。
- 1966年（昭和41年）：大通東5丁目12-13に新体育館開館[13]。
- 1972年（昭和47年）：札幌市が政令指定都市となり、「札幌市中央体育館」と改称。
- 2016年（平成28年）：「北4東6周辺地区市街地再開発組合」設立[2]。
- 2017年（平成29年）：現体育館着工[2]。
- 2018年（平成30年）：北海道ガスがネーミングライツ（命名権）取得[15]。
- 2019年（平成31年）：旧体育館閉館[16]。北4条東6丁目に新「札幌市中央体育館」（北ガスアリーナ札幌46）開館[17]。

## 施設
1階
- 相撲室（227平方メートル）
- ボクシング室（278平方メートル）
- 剣道室（230平方メートル）
- 武道室（232平方メートル）
- 柔道室（225平方メートル）
- 弓道室（528平方メートル）
- アーチェリー室（301平方メートル）
- ウェイトリフティング室（77平方メートル）
- トレーニング室（149平方メートル）
- 選手控室A・B（各33平方メートル）
- 小会議室A・B
- 多目的室A・B

2階
- アリーナ（2,612平方メートル）
- 可動席：約1,100席

3階
- 固定席：約1,400席（うち車椅子用22席）
- ランニングコース（1周250メートル）
- 大会役員室（29平方メートル）
- 審判控室（19平方メートル）

## 旧中央体育館
1階
- 事務室・受付
- 弓道室（303.6メートル・控室込342平方メートル）
- 相撲室（89.3平方メートル）
- ボクシング室（107平方メートル）
- 重量挙室（78.4平方メートル）
- 多目的室（82.8平方メートル 椅子25脚・机13台）

2階
- 競技室(2階・1,008平方メートル) - バドミントン6面・卓球22台・バスケットボール2面・テニス1面、3階観客席500席
- 剣道室・師範室
- 柔道室・師範室

3階
- 体育室（3階・504平方メートル） - バドミントン2面・卓球8台・バレーボール1面

4階
- アーチェリー場

## アクセス
空中歩廊によって「ザ・タワーズフロンティア札幌」や「サッポロファクトリー」と接続している。
- 札幌市営地下鉄
  - バスセンター前駅から徒歩約10分
  - さっぽろ駅から徒歩約12分
- 北海道旅客鉄道（JR北海道）札幌駅から徒歩約18分
- 駐車場：約100台
- 駐輪場：約200台